# Alexandra Föster
Alexandra Föster ([ˈføːstɐ], * 13. Januar 2002 in Meschede) ist eine deutsche Ruderin.

## Karriere

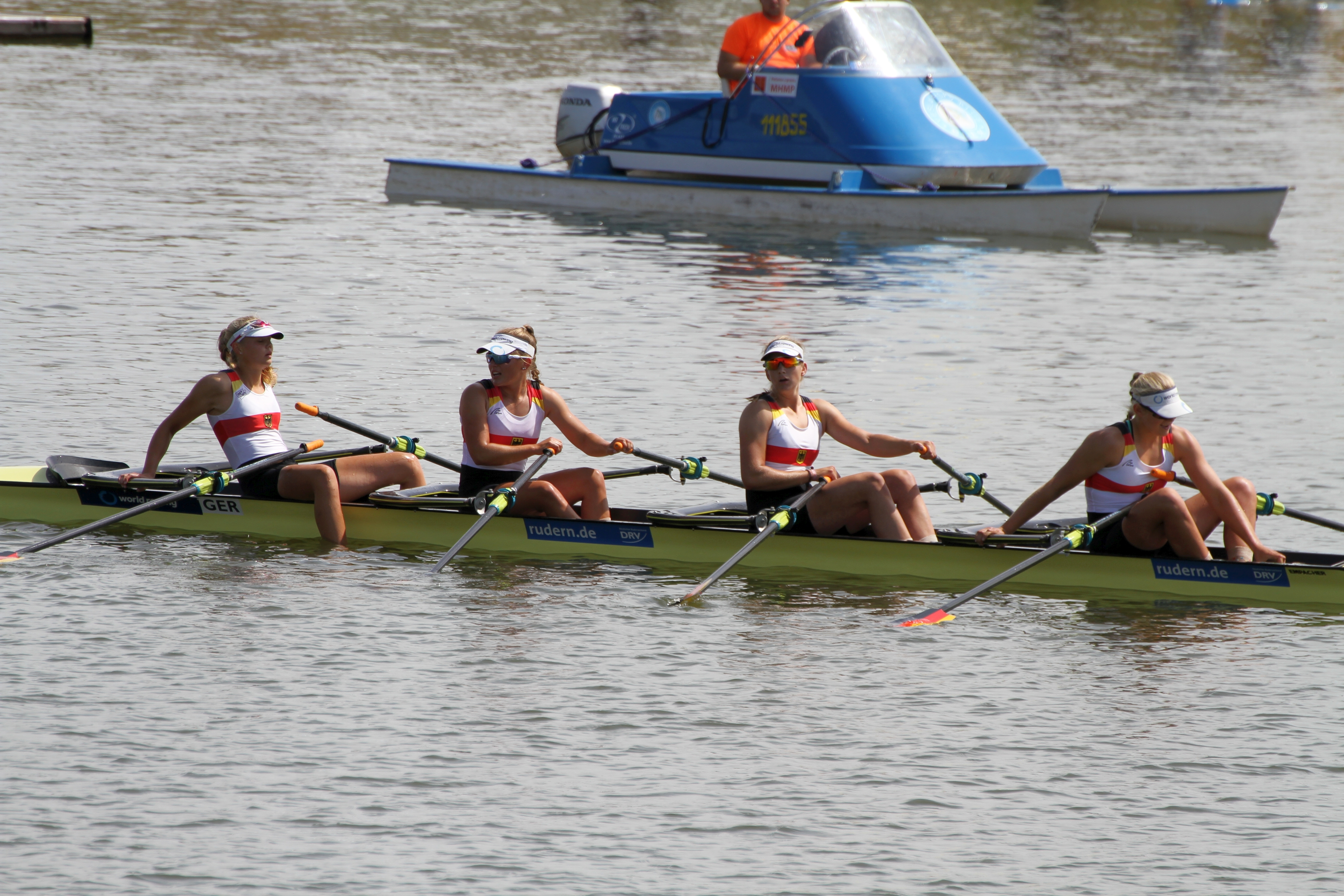
Föster (rechts) nach dem Finaleinlauf bei den Juniorenweltmeisterschaften 2018

Föster rudert beim Ruderclub Meschede. Sie gewann bei den Junioren-Weltmeisterschaften 2018 die Silbermedaille im Doppelvierer. 2019 gewann sie den Titel im  Einer bei den Junioren-Weltmeisterschaften. Obwohl sie 2020 noch A-Juniorin war, startete sie bei den U23-Europameisterschaften in Duisburg im Einer. Hinter der Griechin Anneta Kyridou konnte sie die Silbermedaille gewinnen.
Sowohl 2019 als auch 2020 wurde sie Junioren-Weltmeisterin im Ergorudern.
Zu Beginn der Saison 2021 konnte sie in ihrem ersten Seniorjahr bei den virtuellen Ergometerweltmeisterschaften in 6:43,1 Minuten den Titel in der U-23 Altersklasse gewinnen. Im März gewann sie die nationale Ausscheidung im Einer und sicherte sich damit den Startplatz bei den Europameisterschaften und der olympischen Qualifikationsregatta. Bei der Europameisterschaft in Varese verpasste sie im Halbfinale als fünfte die Qualifikation für das A-Finale. Mit einer Leistungssteigerung am Finaltag konnte sie dann das B-Finale gewinnen und beendete die Europameisterschaften als Siebte.
Am 10. Juli 2022 gewann Föster das Weltcup-Finale im Einer in Luzern auf dem Rotsee.
Nachdem sie zweimal die U23-Weltmeisterschaften gewonnen hatte, startete Föster 2023 bei den Ruderweltmeisterschaften in Belgrad und sicherte dem DRV mit einem zweiten Platz im B-Finale (Gesamtwertung Platz 8) einen Startplatz im Frauen-Einer für die Olympischen Sommerspiele 2024 in Paris. In Paris belegte Föster als Siegerin des B-Finales den siebten Platz in der Gesamtwertung.
Im Juli 2025 holte sie den zweiten Platz bei Summer World University Games 2025. Im August Gold im Einer bei den Die Finals – Dresden 2025.

## Internationale Erfolge
- 2022: Goldmedaille U23-Weltmeisterschaften im Einer
- 2022: Bronzemedaille Europameisterschaften im Einer
- 2021: Goldmedaille U23-Weltmeisterschaften im Einer
- 2021: 7. Platz Europameisterschaften im Einer
- 2020: Silbermedaille U23-Europameisterschaften im Einer
- 2019: Goldmedaille Junioren-Weltmeisterschaften im Rudern im Einer
- 2018: Silbermedaille Junioren-Weltmeisterschaften im Rudern im Doppelvierer

## Auszeichnungen
- 2019: deutscher Juniorsportler des Jahres[7]

## Berufsweg
Alexandra Föster studiert Elektrotechnik an der Fachhochschule Südwestfalen.